# Eiman Kaabi
Eiman Kaabi (persisch ناصر آل بکات) (* 15. Juli 1997 in Abadan) ist ein ehemaliger iranischer Fußballspieler.

## Karriere
Eiman Kaabi stand bis 2015 in seiner Heimat bei Sanat Naft Abadan unter Vertrag. Anfang 2019 ging er dann zum Surat Thani City FC nach Thailand. Wo er die vorherigen Jahre noch aktiv war, ist unbekannt. Mit dem Verein aus Surat Thani spielte er in der vierten Liga, der Thai League 4, in der Southern Region. Nach der Hinserie wechselte er zum Ligakonkurrenten Hatyai City FC nach Hat Yai. Für Hatyai absolvierte er neun Viertligaspiele. Wo er von Anfang 2020 bis Anfang September 2020 unter Vertrag gestanden hat, ist unbekannt. Anfang September wurde er vom Zweitligisten Khon Kaen FC aus Khon Kaen unter Vertrag genommen. Sein Zweitligadebüt gab er am 16. September 2020 im Spiel gegen den Ranong United FC. Hier stand er in der Anfangsformation und wurde in der 69. Minute für Peerapat Kantha ausgewechselt. Für Khon Kaen absolvierte er neun Zweitligaspiele. Ende Dezember 2020 wechselte er zum Drittligisten Raj-Pracha FC. Der Verein aus Bangkok spielte in der dritten Liga, der Thai League 3. Am Ende der Saison wurde er mit Raj-Pracha Vizemeister der Region. In den Aufstiegsspielen zur zweiten Liga belegte man den dritten Platz und stieg somit in die zweite Liga auf. Nach dem Aufstieg wechselte er zum Drittligisten Udon United FC. Mit dem Verein aus Udon Thani spielte er in der North/Eastern Region der dritten Liga. Hier stand er bis Jahresende unter Vertrag und wechselte dann weiter zum Ligarivalen STK Muangnont FC aus der Bangkok Metropolitan Region. Für Muangnont bestritt er sieben Drittligaspiele. Zu Beginn der Saison 2022/23 wechselte er im Sommer 2022 zum in der Eastern Region spielenden Pluakdaeng United FC. Für den Rayonger Verein stand er neunmal auf dem Spielfeld. Nach der Hinserie wurde sein Vertrag nicht verlängert. Zur Rückrunde wechselte er zu dem in der Northern Region spielenden Drittligaaufsteiger Rongsee Maechaithanachotiwat Phayao FC. Nach 18 Ligaspielen beendete er im Sommer 2024 seine Karriere als Fußballspieler.

## Erfolge
Raj-Pracha FC
- Thai League 3 – West: 2020/21 (2. Platz)
- Thai League 3 – National Championship: 2020/21 (3. Platz)  ▲